# آش كيتشام
'آش كيتشام(باليابانية: サ ト シ )، هو الشخصية الرئيسية في مسلسل بوكيمون ويحلم بأن يصبح أمهر مدرب بوكيمون في العالم.

## في الأنمي
اش كيتشام نشأ في قرية تعرف بقرية باليت وعندما بلغ العاشرة من العمر تعلم على يد واحد من اشهر باحثي البوكيمون وهو البروفيسور اوك الذي اعطى اّش Pikachu الذي اصبح من ذلك اليوم اول بوكيمون يمتلكه اّش .
شخصية اّش من الشخصيات المندفعه المتهورة في اغلب الاحيان لأنه عادتا ما يندفع بسرعة دون ان يفكر بالعواقب اضافه الى ذلك فأنه شجاع ومتحمس. يحلم اّش بأن يكون ذات يوم سيد للبوكيمونات وهذا ما دفعه الى مغادرة قريته بدافع معرفة المزيد من البوكيمونات بأختلاف انواعها وبيئاتها وجمع الخبرة اللازمة لتحقيق حلمه بأن يكون سيد للبوكيمونات ذات يوم ...
من اهم واول الاشياء التي تعلمها اّش وعمل بها هي:
ان العلاقة بين الانسان والبوكيمون هي من اهم الاشياء التي يجب ان ينتبه اليها الشخص حيث يجب ان تعامل البوكيمونات بالتساوي كذلك فأن البوكيمون هو صديق للأنسان وليس مجرد شيء وجد لكي يعمل فقط .
ينطلق اش من قريته الصغيرة ليتعرف على العالم الكبير وما يضمه من مئات البوكيمونات متمنيا ان يعرف كل تلك البوكيمونات ويلتفي بها.
وخلال رحلته الطويلة يلتقي بأصدقاء كثر يتعرف عليهم خلال مسيرته منهم من يقرر البقاء معه ومشاركته رحلته الطويلة.

## وصلات خارجية
- آش كيتشام
- آش كيتشام في قاعدة بيانات الأفلام على الإنترنت